# نورمن بورلاگ
نورمن ارنست بورلاگ (به انگلیسی: Norman Ernest Borlaug) (زاده ۲۵ مارس ۱۹۱۴ - درگذشته ۱۲ سپتامبر ۲۰۰۹) دانشمند زیست‌شناس (برزشناس) و برنده جایزه صلح نوبل آمریکایی بود که در سن ۹۵ سالگی بر اثر سرطان درگذشت. وی پدر انقلاب سبز در کشاورزی می‌باشد.